# Fraxinetum

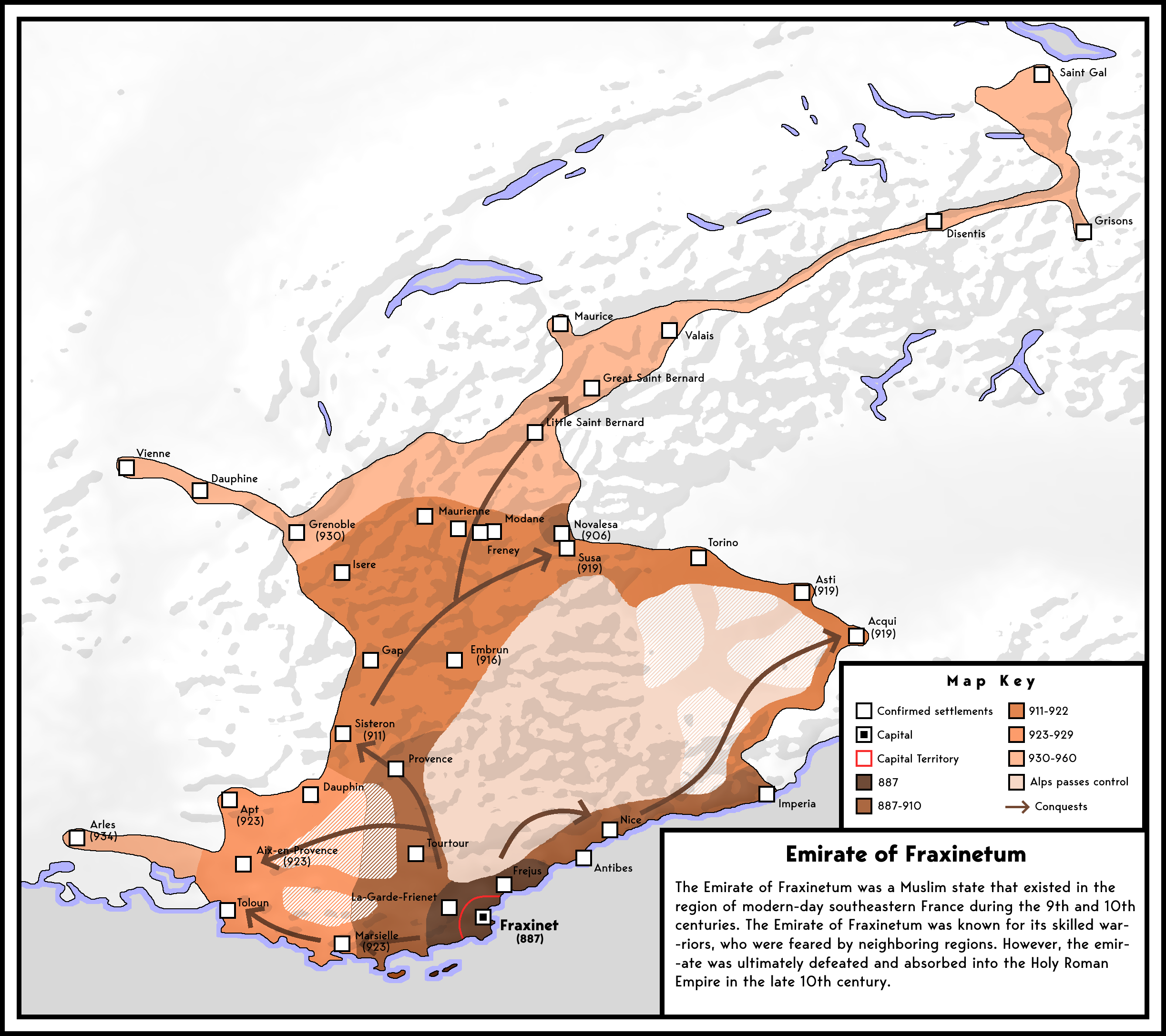
Karte des Einflussgebietes von Fraxinetum; die Rede von einem „state“ in der Kartenlegende, also einem ‚Staat‘, ist dem Herrschaftsgebiet nicht angemessen, auch bestand kein Staatsgebiet in dieser bildlich wiedergegebenen, allzu suggestiven Form.

Fraxinetum am äußersten Rand der islamischen Reiche

Fraxinetum (arabisch Farahsanīt, heute La Garde-Freinet) war von etwa 887 bis 972 ein Brückenkopf der „Sarazenen“ im Königreich Burgund nahe Fréjus. Von dort wurden weite Teile der Provence erobert, Raubzüge und Kriege geführt, Bündnisse geschlossen. Die Bedeutung des Ortsnamens wird als „mit Eschen bestandenes Areal“ wiedergegeben. Mit Fraxinetum war in den Quellen eine nur ungefähre Bezeichnung des Gebietes zwischen La Garde-Freinet und dem Golf von Saint-Tropez gemeint. Hinter dem Begriff ‚Sarazenen‘ verbergen sich überwiegend muslimische Berber aus al-Andalus, das zu dieser Zeit zu erheblichen Teilen der Kontrolle durch das Emirat von Córdoba entglitten war – daher wurde Fraxinetum auch als „Berber-Enklave“ bezeichnet. Lange von Historikern als bloßer Piratenstützpunkt betrachtet, wird Fraxinetum inzwischen in die Reihe der weniger von Staaten als von privaten Gruppen betriebenen, religiös motivierten Eroberungen eingereiht, wie sie im 9. Jahrhundert auch auf Kreta, in Bari oder Tarent stattfanden. Allerdings gibt es keinen Hinweis darauf, dass es sich bei Fraxinetum ebenfalls um ein Emirat handelte.

## Besetzung durch Berber (um 887), Raubzüge

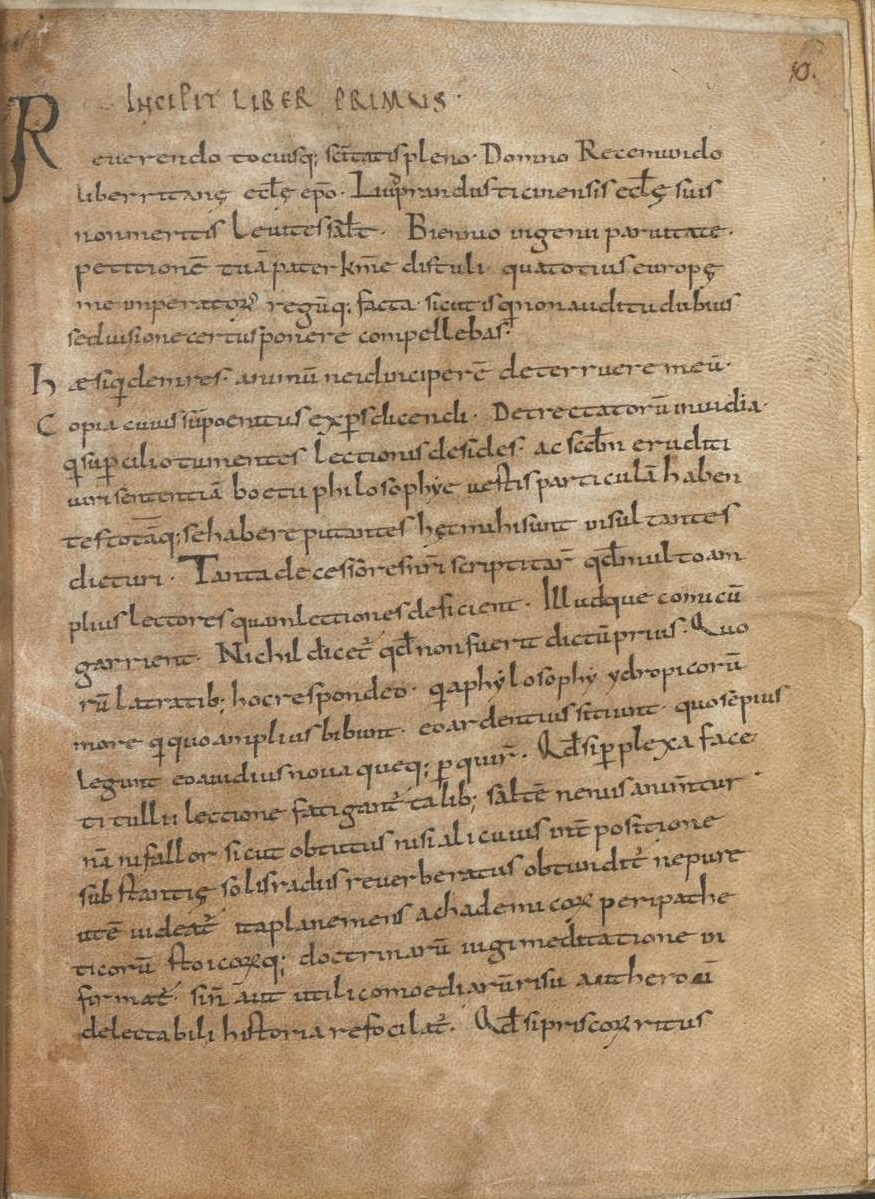
Erstes folium des Liber primus der Antapadosis, auf dessen folgenden Blättern der Verfasser Liutprand von Cremona die Besetzung von Fraxinetum beschreibt

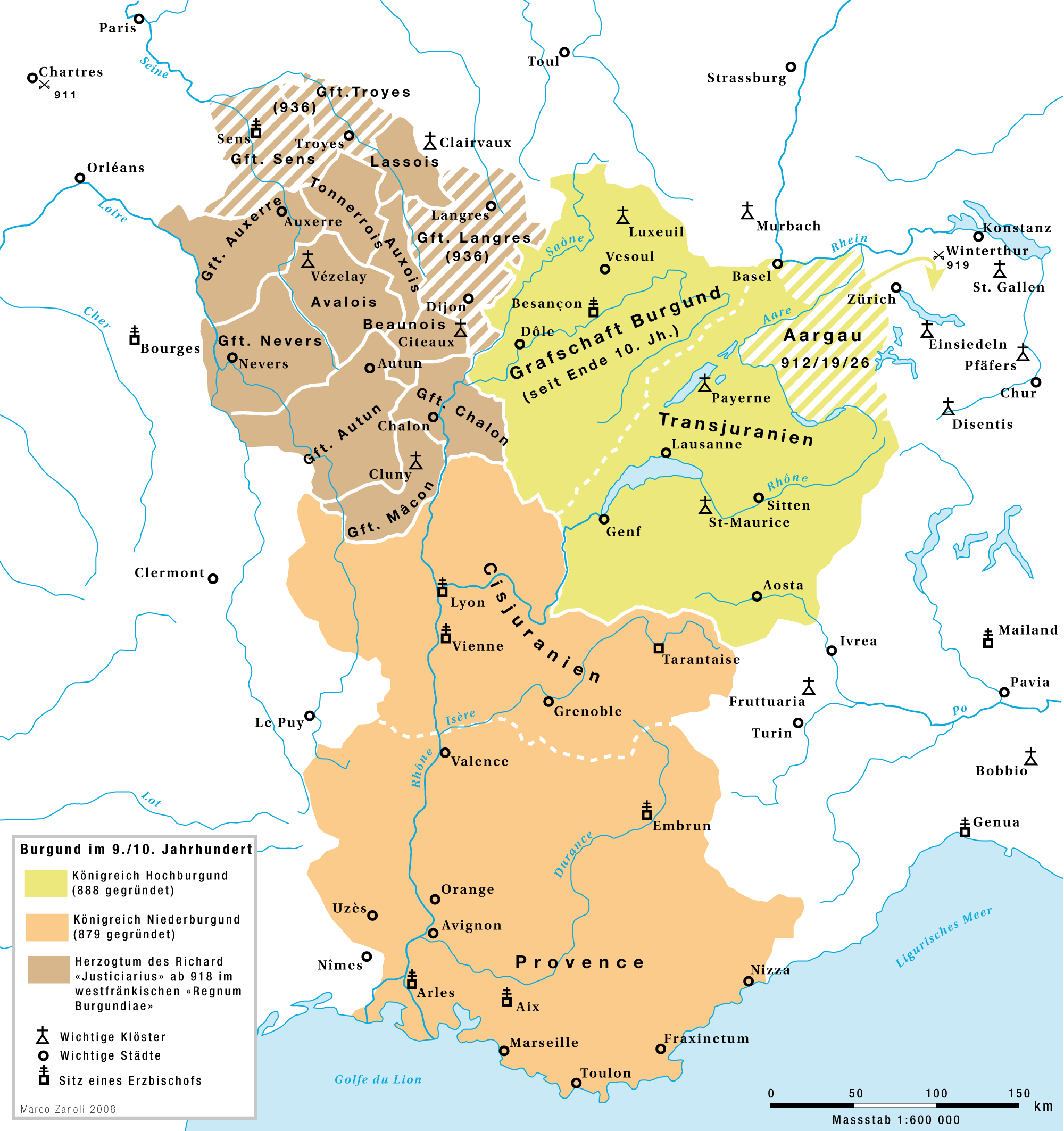
Hoch- und Niederburgund

Nach Liutprand von Cremona landete um 887 eine Gruppe von 20 Andalusiern bei St. Tropez. Dieser gelang es, das benachbarte Freinet zu erobern, ebenso wie das oberhalb des Ortes gelegene Fraxinetum. Daraus machten sie eine uneinnehmbare Festung, die auf der einen Seite vom Meer, auf der anderen Seite von undurchdringlichen Wäldern geschützt war. Der einzige Zugang war ein schmaler Pfad, der zur eigentlichen Festung führte. Während Liutprand die Männer als „saraceni“ bezeichnete, nannte sie der anonyme Autor des Lebens des Beuve von Noyers (Vita sancti Bobonis) „hispanicolae“. Die ebenfalls im 10. Jahrhundert schreibenden Geographen Ibn Hauqal und al-Istachrī nennen Fraxinetum als einen bewaldeten Berg, den zu durchqueren man zwei Tage bräuchte. Ersterer betont, wie Liutprand, die Undurchdringlichkeit des Waldes und nennt auch den besagten Pfad. Womöglich ist dieser Berg mit dem Massif des Maures zu identifizieren, das sich zwischen Hyères und Fréjus erstreckt.
Der im Zuge der sarazenischen Razzien besetzte Stützpunkt, der in den Quellen als Fraxinetum Saracenorum erscheint, diente der Beschaffung von Holz und dem Sklavenhandel. Begünstigt wurde die Anlage von derartigen Stützpunkten durch den Tod des letzten Karolingers in der Provence im Jahr 879. Aber auch in Italien, wie etwa am Monte Gargano, im „Emirat von Bari“ oder von Tarent oder in zahlreichen Plünderungszügen – der bekannteste dürfte die Plünderung Roms im Jahr 846 gewesen sein – schlug sich die iberisch-nordafrikanische Piratenaktivität und eine Politik der Destabilisierung nieder. Darüber hinaus handelt es sich um den Versuch einer islamischen Herrschaftsbildung mit einem Kern in Form der verbreiteten Militärsiedlung (ribat) Fraxinetum, und weniger eines bloßen „Piratennestes“. Kurz nach der Inbesitznahme riefen die Eroberer zur Unterstützung in Iberien und auf den Balearen auf. Auch wenn vielfach angenommen wurde, auch nordafrikanische Sarazenen hätten an den Raubzügen teilgenommen, so nimmt Ballan doch an, dass die meisten der Männer von der iberischen Halbinsel kamen.
Von Fraxinetum stießen die Mauren westwärts 930 nach Grenoble, bis Vienne, Asti und 939 sogar bis St. Gallen vor, besetzten die Alpenpässe (960 Großer St. Bernhard). Sie beherrschten bereits um 910 große Teile der Provence. Angebliche Vorstöße ins Engadin gelten als unhistorisch. Die Plünderungen der Sarazenen führten zu einer weitgehenden Entstädterung des Küstensaumes von Ligurien und Septimanien. Richtung Italien stießen sie 906 bis Acqui vor und bedrohten das Kloster Novalese. Um 939 überquerten sie die Alpen, griffen in Oberitalien ein und zerstörten die Abtei Agaune im Wallis. Ihr Kerngebiet wird heute noch als „Massif des Maures“ bezeichnet. Bis etwa 940 waren die Gegenkräfte zu sehr zersplittert, zugleich die Angriffe der Ungarn aus dem Osten so heftig, dass sich in den Quellen kaum eine Spur von Widerstand findet.

## Einfluss Córdobas (ab 940), Rolle im politischen Geflecht
Zunächst als „privates“ Unternehmen von maurischen Eroberern begonnen – die islamische Geschichtsschreibung bezeichnet sie als Glaubenskrieger, als Dschihadisten –, ist ab 940 ein größerer Einfluss des Kalifats von Córdoba feststellbar. Mit dem Wiedererstarken des Emirats, bzw. des Kalifats von Córdoba gelangte Fraxinetum unter dessen Kontrolle. Wohl im Zusammenhang mit Verhandlungen mit Otto I. und Barcelona erhielt 940 der örtliche Machthaber Anweisung, die Christen in der Provence zu verschonen. Allerdings kam aus Córdoba keine Unterstützung, als 972 ein burgundisch-provenzalisches Heer mit Hilfe einer byzantinischen Flottenblockade die arabischen Stützpunkte eroberte. 
Die Sarazenen, die den Sklavenhandel betrieben, konnten auf entsprechende Strukturen christlicher Sklavenhändler zurückgreifen, die selbst (partiell gegen päpstlichen Widerstand) am Menschenhandel partizipierten.
Auch waren die Sarazenen keineswegs isoliert, denn Ekkehard von St. Gallen berichtet von Ehen lokal ansässiger Frauen mit den Berbern von Fraxinetum. Zudem waren lokale Kooperationen gängig. Es war wohl weniger die Differenz der Religionen als vielmehr die Belastung des alpinen Handels durch Überfälle, die zu Konflikten führte, nicht unähnlich denjenigen mit den Normannen und Ungarn. 
Christian Vogel ist dabei der Auffassung, die christlich-klösterliche Überlieferung habe das Trennende übermäßig stark betont; in dieser erscheinen die Sarazenen nur als Plünderer, auf welche die Kirche keinen Einfluss hatte, da sich die Berber nur mit Laien verbündeten. Auch nahmen die Berber Flüchtlinge auf, wie Adalbert, den Sohn Berengars. Mindestens genauso machten sie sich Feinde, indem sie Klöster zerstörten.
Die Berber schlossen die besagten Vereinbarungen mit den burgundischen Königen. König Hugo von Niederburgund und Italien († 947), der zunächst die Sarazenen vertreiben wollte, fand in ihnen Verbündete gegen einen für ihn gefährlichen Konkurrenten um die Krone in Italien. Zu einem Vertragsabschluss kam es während der Belagerung durch eine byzantinische Flotte zur See und ein Belagerungsheer unter Führung Hugos zu Lande im Jahr 941. Kurz bevor Fraxinetum fiel, bot Hugo, der eine Invasion durch seinen Rivalen um den Königsthron, durch Berengar von Ivrea auf diese Weise verhindern wollte, den Belagerten ein Bündnis an. Die Sarazenen sollten weiterhin die Alpenpässe sichern; dort errichteten sie in den nächsten Jahren eine ganze Kette von Festungen. Liutprand von Cremona lehnte dieses Bündnis mit Muslimen gegen Christen ab. Gleichzeitig stand Fraxinetum auf dem Höhepunkt seiner Macht. 
An ihre Grenzen stießen die Sarazenen, als sie in das obere Rheintal vorstießen. König Otto I. glaubte, Abd ar-Rahman III., Emir und ab 929 Kalif von Córdoba, habe die Macht, die Plünderzüge zu beenden. Fraxinetum war Verhandlungsgegenstand bei den Gesandtschaftskontakten zwischen dem Hof Ottos I. und Córdoba, so dass die Abhängigkeit von Córdoba als gesichert gelten kann, doch hatte sich diese Verbindung in den letzten Jahrzehnten vor der Rückeroberung abgeschwächt. 
An König Konrad von Hochburgund (937–993) entrichteten sie Tribute, auch schlossen sie sich mit ihm zu gemeinsamen Kämpfen zusammen. Dass sich darin Versuche widerspiegeln, Gegner gegeneinander auszuspielen, zeigte sich gegen 954, als Konrad sich mit den Sarazenen gegen die Ungarn verbündete, gleichzeitig ein Bündnis mit den Ungarn abschloss, um dann, während der Schlacht, gegen beide vorzugehen. Ekkehard schreibt: „nullo discrimine trucidentur Sarazenos et Hungari“ (‚ohne Unterschied wurde Sarazenen wie Ungarn niedergemacht‘). Während die Sarazenen in den Quellen meist als unzuverlässig und hinterlistig geschildert werden, wurde dieses Vorgehen als Kriegslist gepriesen. Die Vita Bobonis nennt einen Anführer der Sarazenen einen König. 
Nachdem die Ungarn ab 955 keine Rolle mehr spielten, konzentrierte Otto seine Bemühungen darauf, die lokalen christlichen Widerstände zu unterstützen. Den entscheidenden politischen Fehler machten die Sarazenen, als sie 972 Majolus, den Abt von Cluny gefangensetzten, der vielen als lebender Heiliger galt. Die nach seiner Freilassung initiierten Bündnisbemühungen führten zu einer Art Kreuzzug gegen Fraxinetum.

## Ende (um 972) und Nachwirkung
Die Vertreibung wird im Chronicon Novaliciense beschrieben. Sie gelang nur mit der Hilfe eines lokalen Verbündeten, des Grafen Haimo. Haimo galt als ‚einer von ihnen‘ („quidam eorum fuit nomine Aimo“), doch als es zum Streit um Beute, nämlich um eine Frau kam, verbündete sich Haimo mit dem Grafen Robald. Die Sarazenen wurden vertrieben, die Familie Haimos blieb. Auslöser für die Vertreibung – dabei muss diese keineswegs Ziel der Militäraktion gewesen sein – war die Entführung des Abtes Maiolus von Cluny in den Jahren zwischen 972 und 983. Doch wurde auch erwogen, ob die cluniazensische Geschichtsschreibung diesen Zusammenhang nicht konstruiert habe. Bei Tourtour in der oberen Provence wurden die Sarazenen besiegt. Nach längerer Belagerung fiel Fraxinetum Ende 972, wenn auch andere Quellen spätere Daten angeben (bis 990). Auch wurden die Sarazenen nicht physisch vernichtet, wenn auch viele der Besiegten getötet und versklavt wurden. Die Konvertiten durften bleiben. Ihr Landbesitz wurde unter den Siegern aufgeteilt.
Noch lange wurden in verschiedenen Tälern keine Schweine gehalten; auch hielt sich die Art der Schlachtung noch lange. 
Inwiefern die Zerstörung der lokalen monastischen Kultur und der überkommenen Feudalstrukturen zum Aufstieg des Altprovenzalischen zur Literatursprache und zur Entstehung einer Schicht wohlhabender Bürger führte, wurde diskutiert.